# Rensundet
Het Rensundet is een meer in Zweden en ligt in de gemeente Luleå. Het meer bestaat uit twee gedeelten Norr-Rensundet en Sör-Rensundet en stroomt de Råneälven in.